# The Last Rebel (film fra 1918)
The Last Rebel er en amerikansk stumfilm fra 1918 af Gilbert P. Hamilton.

## Medvirkende
- Belle Bennett - Cora Batesford/Floribel Batesford
- Walt Whitman
- Lillian Langdon
- Joseph Bennett - Jack Batesford
- Joe King - Harry Apperson/Lucky Jim Apperson